# Mintho praeceps
Mintho praeceps är en tvåvingeart som först beskrevs av Giovanni Antonio Scopoli 1763.  Mintho praeceps ingår i släktet Mintho och familjen parasitflugor. Inga underarter finns listade i Catalogue of Life.